# The Crystals
Le Crystals sono un girl group statunitense  di genere pop e R&B, formatosi nel 1960 a New York.
Le Crystals si distinsero tra le numerose band dell'epoca grazie al loro stile incalzante, ai loro ritmi frastornanti, ed al loro look sensuale.
Divennero popolari anche grazie ai loro lavori in collaborazione con Phil Spector, uno dei produttori musicali più importanti e innovativi dell'epoca.
Il gruppo era originariamente composto da Barbara Alston, Mary Thomas, Dolores "Dee Dee" Kenniebrew, Myrna Girard, e Patricia "Patsy" Wright, a cui successivamente si aggiunsero Dolores "LaLa" Brooks e Darlene Love.
Tra i loro successi emergono He's a Rebel, Da Doo Ron Ron (When He Walked Me Home), e Then He Kissed Me, tutti prodotti da Spector, che si posizionarono rispettivamente alla 267ª, 114ª, e 493ª posizione nella prestigiosa classifica The 500 Greatest Songs of All Time della rivista Rolling Stone.

## Storia
Il gruppo si formò attorno al 1960 ed era composto da Barbara Alston, Mary Thomas, Dolores "Dee Dee" Kenniebrew, Myrna Girard e Patricia "Patsy" Wright.
Ancora studentesse presso le scuole superiori, le Crystals erano inizialmente guidate da Benny Wells, zio di Barbara, il quale prese il nome del gruppo ispirandosi a Crystal Bates, figlia neonata del musicista e compositore Leroy Bates.
Le prove venivano effettuate nel dopo-scuola e direttamente nell'atrio della Central Commercial High School, la scuola frequentata da Barbara, Mary e Myrna.
Durante una audizione a Manhattan, il quintetto fu notato da Phil Spector, che aveva da poco avviato la Philles Records, e propose loro di registrare presso la sua etichetta.
Influenzato da altri gruppi vocali dell'epoca come le Chantels e le Shirelles, e alla ricerca di sonorità innovative per la musica pop (quello che poi chiamò "approccio wagneriano" al rock), Spector ridefinì lo stile musicale delle Crystals perfezionandolo notevolmente.
Il loro primo singolo fu There's No Other (Like My Baby), registrato nel 1961, a cui seguì Uptown, primo vero successo del quintetto.
Ben presto Myrna Girard lasciò il gruppo per portare avanti la gravidanza, e fu sostituita da Dolores "LaLa" Brooks, allora tredicenne.
LaLa Brooks non fu reclutata direttamente da Spector, ma dalla mamma di Dee Dee Kenniebrew, che lavorava nella stessa scuola frequentata da LaLa.
Nel 1962 uscì He Hit Me (It Felt Like a Kiss), scritto da Carole King e Gerry Goffin, e cantato da Barbara Alston,
che però non riscosse il successo sperato (si posizionò solo 123º nella Billboard americana).
Il testo infatti risultava ambiguo, se non masochista, e venne censurato da molte radio. La canzone non piaceva nemmeno alle stesse Crystals.
Subito dopo, Spector ingaggiò la cantante Darlene Love utilizzando anche altre componenti del suo precedente gruppo, "Darlene and The Blossoms", per registrare due nuovi singoli sotto l'etichetta "The Crystals". Con questa formazione nel 1963 uscirono He's a Rebel e He's Sure the Boy I Love, che riscossero successo immediato negli Stati Uniti.
Questo fatto tuttavia fece incrinare i rapporti tra le "vere" Crystals e il loro produttore. Divenute famose per un pezzo cantato da un altro gruppo, le Crystals erano inoltre costrette ad esibirsi in pubblico mimando in playback la registrazione delle Blossoms.
La successiva registrazione, effettuata con le "vere" Crystals, rappresenta un episodio ancora più controverso nella storia del gruppo. Si tratta della traccia (Let's Dance) The Screw, considerata ad oggi uno dei pezzi più rari e bizzarri della storia della musica. Il brano fu prodotto e distribuito in un numero limitatissimo di copie, non fu mai trasmesso in radio e non fu mai commercializzato.
(Let's Dance) The Screw fu probabilmente una provocazione dello stesso Spector (la sua voce appare anche nella traccia)
che si servì delle Crystals per realizzare un attacco personale indirizzato al suo co-produttore dell'epoca, Lester Sill, a cui furono addebitati i costi della registrazione.
L'operazione "The Screw" andò a buon fine per Spector: Lester Sill infatti rinunciò alla sua partnership nella Philles Records.
Poco dopo anche Mary Thomas lasciò il gruppo per unirsi alle Butterflys, a cui si era già aggiunta Myrna Girard.
Il gruppo si ritrovò quindi ridotto a un quartetto, la cui guida vocale era nel frattempo passata da Barbara Alston alla giovane LaLa Brooks.
Continuando la collaborazione con la Philles Records, le Crystals produssero Da Doo Ron Ron ed il singolo Then He Kissed Me, pubblicati quasi contemporaneamente, che vedevano entrambi LaLa Brooks come principale vocalist.
Entrambe le canzoni riscossero un grandissimo e duraturo successo che rese le Crystals (e LaLa Brooks) popolari in tutto il mondo.
A questi successi seguirono Little Boy e All Grown Up. Quest'ultima canzone, ultimo singolo prodotto con la Philles Records, fu realizzata in due versioni, una con arrangiamento R&B e una in stile surf music. Quella ufficialmente pubblicata dalla Philles Records fu la versione "surf".
Verso la fine del 1964 anche Patsy Wright lasciò il gruppo, e fu sostituita da Frances Collins. Pochi mesi dopo anche Barbara Alston abbandonò le Crystals, e il rimanente trio interruppe la collaborazione con la Philles Records.
Nel 1965-66 le Crystals collaborarono con l'etichetta United Artists registrando due singoli: My Place e You Can't Tie a Good Girl Down.
Nel 1967, Barbara Alston, Dee Dee Kenniebrew e Mary Thomas collaborarono con la Michelle Records per realizzare
un ultimo singolo come "The Crystals": la canzone Ring-a-Ting-a-Ling.
Poco dopo la band "The Crystals" si sciolse. Tuttavia la popolarità del gruppo rimase molto alta negli anni che seguirono
(sebbene le radio dell'epoca trasmettessero solo le hit del momento, e la scena musicale girl group fosse dominata dal fenomeno The Supremes).
Inoltre, a causa della chiusura della Philles Records, i dischi delle Crystals avevano acquisito notevole valore ed erano fortemente richiesti in tutti gli Stati Uniti.
Nel 1971 le Crystals tornarono in attività, da allora ininterrotta fino ad oggi.
Il gruppo è attualmente composto da Dee Dee Kenniebrew (proprietaria dei diritti della band e del nome "The Crystals"),
Patricia Pritchett-Lewis e Melissa Antoinette. Dee Dee Kenniebrew è la sola componente originale che è rimasta attiva lungo tutta la carriera della band.
Anche LaLa Brooks è musicalmente attiva e si esibisce occasionalmente, pur non essendo membro delle attuali Crystals.

## Impatto
He's a Rebel viene ricordato come primo grande successo delle Crystals che scalò le classifiche del 1963 raggiungendo la prima posizione nella Billboard Hot 100 per due settimane.
Il loro singolo Then He Kissed Me fu ripreso dai Beach Boys (nella cover Then I Kissed Her) e dai Kiss, e fu successivamente impiegato da Martin Scorsese nel film Quei bravi ragazzi (1990) che lo inserì in uno dei piani sequenza più celebri della storia del cinema (nella colonna sonora del film è presente anche "He's Sure the Boy I Love"). La canzone è stata anche utilizzata nelle sequenze di apertura e chiusura di Tutto quella notte (Adventures in Babysitting), film del 1987 diretto da Chris Columbus, al suo debutto alla regia, con Elisabeth Shue.
Il loro maggior successo, Da Doo Ron Ron, nel 1963 raggiunse la terza posizione nella Billboard Hot 100 e
nel corso degli anni è diventato oggetto di cover da parte di numerosi artisti tra cui Bob Dylan, The Rolling Stones e i Beach Boys.
Caratterizzato da una ritmica sostenuta e da sonorità gospel, Da Doo Ron Ron è considerata una delle canzoni più rappresentative degli anni sessanta, ed è probabilmente una delle canzoni che maggiormente hanno influenzato la musica pop R&B a venire.
Inoltre, assieme a Be My Baby delle Ronettes, è stato tra i primi brani di musica pop ad impiegare il "Wall of Sound", una tecnica di registrazione musicale ideata dallo stesso Spector che consisteva nel creare una massa sonora densa e avvolgente attraverso l'impiego di numerosi strumenti da orchestra.
Questa tecnica influì la produzione musicale a venire di molte band americane e in particolare i Beach Boys, che inclusero anche un tributo a Spector in una delle loro canzoni, Mona:
«Come on / Listen to Da Doo Ron Ron, now / Listen to Be My Baby / I know you're gonna love Phil Spector.»
Amy Winehouse ha dichiarato che He Hit Me (It Felt Like a Kiss) ha avuto una profonda influenza nella realizzazione del suo album Back to Black.

## Discografia

### Album
- 1962: Twist Uptown
- 1963: He's a Rebel (US numero 131)
- 1963: The Crystals Sing the Greatest Hits, Volume 1
- 1992: The Best of the Crystals
- 2011: Da Doo Ron Ron: The Very Best of The Crystals

### Singoli

#### Con Barbara Alston lead vocalist
- 1961: There's No Other (Like My Baby) (US numero 20)
- 1962: Uptown (US numero 13)
- 1962: He Hit Me (It Felt Like a Kiss)

#### Con Darlene Love lead vocalist
- 1962: He's a Rebel (US numero 1, UK numero 19)
- 1963: He's Sure the Boy I Love (US numero 11)[9]

#### Con Dolores "LaLa" Brooks lead vocalist
- 1963: Da Doo Ron Ron (US numero 3, UK numero 5 and UK numero 15 on re-issue in 1974)
- 1963: Then He Kissed Me (US numero 6, UK numero 2)
- 1964: I Wonder (UK numero 36)
- 1964: Little Boy (US numero 92)
- 1964: All Grown Up (US numero 98)[9]